# Scleropus vulgatissimus
Scleropus vulgatissimus är en amarantväxtart som beskrevs av Carlos Luis Spegazzini. Scleropus vulgatissimus ingår i släktet Scleropus och familjen amarantväxter. Inga underarter finns listade i Catalogue of Life.